# Wspólnota administracyjna Königstein/Sächs. Schweiz
Wspólnota administracyjna Königstein/Sächs. Schweiz, wspólnota administracyjna Königstein/Sächsische Schweiz (niem. Verwaltungsgemeinschaft Königstein/Sächs. Schweiz) – wspólnota administracyjna w Niemczech, w kraju związkowym Saksonia, w okręgu administracyjnym Drezno, w powiecie Sächsische Schweiz-Osterzgebirge. Siedziba wspólnoty znajduje się w mieście Königstein/Sächsische Schweiz.
Wspólnota administracyjna zrzesza jedną gminę miejską oraz cztery gminy wiejskie: 
- Gohrisch
- Königstein/Sächsische Schweiz
- Rathen
- Rosenthal-Bielatal
- Struppen